# Calliandra taxifolia
Calliandra taxifolia là một loài thực vật có hoa trong họ Đậu. Loài này được (Kunth) Benth. miêu tả khoa học đầu tiên.